# 巴克特里亚语
巴克特里亚语或大夏语（Bactrian Language）是在古代巴克特里亚使用的一种伊朗语，属东伊朗语支，现存文献有貴霜帝國時期的钱币、印章及铭文，另外在吐鲁番等地发现了一些手稿碎片，其时间约为公元八至九世纪。

## 名称
除了“巴克特里亚语”这个名称之外，有的学者还使用诸如希腊-大夏语、希腊-巴克特里亚语（强调其所使用的希腊字母）、贵霜语、贵霜-大夏语等名称；曾经使用的真吐火罗语（Eteo-Tocharian）这个名称则被A. Maricq、W. B. Henning等所弃用，因为该名称很容易与由弗雷德里希·穆勒所命名但并非伊朗语的“吐火罗语”（焉耆-龜茲語）混淆。

## 历史背景
值得一书的是，巴克特里亚语是唯一一个使用基于希腊字母的书写体系的中古伊朗语。巴克特里亚为亚历山大大帝所征服之后，一直处于希腊人的统治之下，亚历山大大帝驾崩（前323年）约两百年之后，又为来自北方的游牧民族的侵袭，最为著名的是月氏人/吐火羅人（Tokharoi），他们居住在今阿富汗北部，该地区在中世纪以他们的名字命名为吐火羅斯坦（Tokharistan）。公元後有一个名为“贵霜”的部落或家族拥有了剩余所有吐火罗人的统治权，由丘就却建立的贵霜帝国很快就扩展至印度北部。
我们不知道月氏人所使用的语言，在众多观点之中，有证据指向塔里木盆地原焉耆及龟兹的居民与吐火罗人的关系，他们之间的关系一直饱受争议。月氏人的语言不无可能与当代学者所命名的所谓“吐火罗语”（焉耆-龜茲語）有关。贵霜人似乎在统治了巴克特里亚之后便立即继续使用希腊语作为交流的媒介。他们在口语上，则采用了巴克特里亚本地语言，该语言後來则被提高到书面语言及官方语言的地位，这也许是其民族意识或提高王朝地位的表现。最早的巴克特里亚语铭文有两个，一为发现于阿富汗北部的苏尔赫—柯塔勒（Surkh Kotal）碑，由法国考古队于1957年5月发现，另一个则是Dasht-e Navur（Navur沙漠）出土的三语铭文，均被认为属于阎膏珍时期。数十年后，在迦膩色伽一世在位时期，巴克特里亚语在贵霜钱币上取代了希腊语。该时期后，希腊语失去了巴克特里亚官方语言的地位，虽然有证据显示仍有当地的希腊移民在使用。

## 语言特征
巴克特里亚语属于东伊朗语支的东北次语支，这是根据其明显的语音特征确定的，如ē和i分别来自于颚化的ā及a，γd来自于*xt，c或s来自*č，β及γ分别来自*b及*g（即便在词首的位置）。而*d经由*δ变为l的变化同样出现在普什图语及Yidgha-Munji语（阿富汗及巴基斯坦边界的一种伊朗语）中，该变化亦同时出现于粟特语的某些变体中。在构词及句法上，巴克特里亚语与粟特语有某些相似之处，比如有阴性词缀-anzo（如rakšazanzo）等同于粟特语的-ʾnc，但是亦有某些西方化的特征，如lh-“给”，lʾhwʾn“礼物”（巴列维语，dh-，dʾhwʾn），或者耶扎菲（eżāfa）（比较波斯语及花剌子模语）。因此，巴克特里亚语，如亨宁所说，“居于一边是普什图语、Yidgha-Munji语，而另一边是粟特语、花剌子模语及巴列维语等等的位置，是巴克特里亚语最合适自然的位置。”（BSOAS 23,1960,p.47）

### 外来元素
某些非伊朗语元素，可假定来自于月氏人的语言，明显的如贵霜朝的各种专名（比如Kujula Kadphises（丘就却），Nokonzoko等）。后缀-šk出现频繁，特别是频频出现在贵霜王室的名字中，如：Kanēško, Ooēški, Bazēško, Kozgaški等。这与龟兹语的後缀-śke（阴性形式-śka）这一最特征性的构成名字的后缀相似，简直不可能认为是偶合。
令人惊异的是，巴克特里亚语不仅借用了希腊字母，月份名称Gorpiaiou（希腊语Γαμηλιών，现在的一月二月之间）及一些希腊神名亦出现在巴克特里亚语的借词表中。如果推导没错的话，更有意义的是来自与希腊语khrónos的xšono“年”(于阗语 kṣuṇa-，图木舒克语 xšana-, 龟兹语 kṣuṃ, 尼雅俗语（一种使用于鄯善、楼兰的梵语俗语） kṣunamy)，而称号xoadēo “领主，老爷”（粟特语 xwtʾw，中古波斯语xwadāy，xwadāwan等，均来自*xwa- “自己”，及*taw- “变得有力”）则是希腊语auto-krátōr的直译。
另外，学者们亦注意到，印度诸神出现于迦膩色伽一世及胡维色迦时期的钱币上。更晚的时期的抄本碎片上，与其他中亚抄本一样，有大量的印度（佛教）借词，如mwwl “根”，nrḫ“地狱（涅槃？）”，pwwn “功德？”，*rakšazo “罗刹”（复数 rakšazano）及可能的*marano “死”(形容词形式 maraniggo，比较于阗语maraṇīnaa-，巴列维语mrnyn?）。

## 脚注
1. ↑  . The LINGUIST List. Multitree: A digital library of language relationships.   [29 March 2013]. （原始内容存档于2019-06-05）.